# Дом у болота
«Дом у боло́та» (англ. A House on the Bayou) — американский фильм ужасов 2021 года режиссёра и сценариста Алекса Маколи.
Фильм был выпущен 19 ноября 2021 года в цифровом формате компанией Paramount Pictures и транслировался на платформе Epix.

## Сюжет
Пытаясь наладить отношения, семейная пара Джессика и Джон вместе с дочерью Анной отправляются немного отдохнуть в уединенном доме в Луизиане. Однако идиллические выходные принимают зловещий оттенок, когда парочка подозрительно дружелюбных соседей напрашивается к ним на ужин.

## В ролях
- Анджела Сарафян — Джессика Чемберс
- Пол Шнайдер — Джон Чемберс, муж Джессики
- Лия Макхью — Анна, дочь Джессики и Джона
- Джейкоб Лофленд — Айзек
- Даг Ван Лью — Дедуля
- Лорен Ричардс — Вивьен, любовница Джона
- Ронда Дентс — помощник шерифа Торрес

## Производство
В марте 2021 года стало известно, что Алекс Маколи напишет сценарий и поставит телевизионный фильм ужасов, который должен был стать первым в серии из восьми фильмов, которые кинокомпания Blumhouse Television планировала разработать и спродюсировать эксклюзивно для кабельной сети Epix. Премьера фильма была назначена на декабрь 2021 года. 29 марта 2021 года было объявлено, что Лия Макхью присоединилась к актёрскому составу фильма. Пол Шнайдер, Анджела Сарафян, Джейкоб Лофленд, Даг Ван Лью и Лорен Ричардс вошли в актёрский состав в апреле.
Съёмки прошли с 22 марта по 19 апреля 2021 года в Новом Орлеане.